# 400 meter frisim för herrar i simning vid olympiska sommarspelen 2020
Herrarnas 400 meter frisim vid olympiska sommarspelen 2020 avgjordes 24–25 juli 2021 i Tokyo Aquatics Centre.
Det var 27:e gången 400 meter frisim fanns med som en gren vid OS. Grenen har varit med i varje upplaga av olympiska sommarspelen sedan 1904.

## Rekord
Före tävlingarna gällde dessa rekord:
| Världsrekord     | Paul Biedermann (GER) | 3.40,07 | Rom, Italien           | 26 juli 2009 | [ 2 ] |
| Olympiskt rekord | Sun Yang (CHN)        | 3.40,14 | London, Storbritannien | 28 juli 2012 | [ 3 ] |

Inga nya rekord slogs under tävlingen.

## Schema
Alla tiderna är UTC+9.
| Datum                | Tid   | Omgång      |
| -------------------- | ----- | ----------- |
| Torsdag 24 juli 2021 | 19:38 | Försöksheat |
| Fredag 25 juli 2021  | 10:52 | Final       |

## Resultat

### Försöksheat
Simmarna med de 8 bästa tiderna gick vidare till final.
| Placering | Heat | Bana | Namn                 | Nationalitet   | Tid     | Noteringar |
| --------- | ---- | ---- | -------------------- | -------------- | ------- | ---------- |
| 1         | 4    | 2    | Henning Mühlleitner  | Tyskland       | 3.43,67 | Q          |
| 2         | 4    | 3    | Felix Auböck         | Österrike      | 3.43,91 | Q          |
| 3         | 4    | 4    | Gabriele Detti       | Italien        | 3.44,67 | Q          |
| 4         | 5    | 4    | Elijah Winnington    | Australien     | 3.45,20 | Q          |
| 5         | 5    | 5    | Jack McLoughlin      | Australien     | 3.45,20 | Q          |
| 6         | 5    | 2    | Kieran Smith         | USA            | 3.45,25 | Q          |
| 7         | 5    | 1    | Jake Mitchell        | USA            | 3.45,38 | Q          |
| 8         | 4    | 8    | Ahmed Hafnaoui       | Tunisien       | 3.45,68 | Q          |
| 9         | 3    | 5    | Antonio Djakovic     | Schweiz        | 3.45,82 | 0NR0       |
| 10        | 5    | 6    | Marco De Tullio      | Italien        | 3.45,85 |            |
| 11        | 4    | 7    | Guilherme Costa      | Brasilien      | 3.45,99 |            |
| 12        | 4    | 6    | Lukas Märtens        | Tyskland       | 3.46,30 |            |
| 13        | 4    | 5    | Danas Rapšys         | Litauen        | 3.46,32 |            |
| 14        | 3    | 7    | Marwan El-Kamash     | Egypten        | 3.46,94 |            |
| 15        | 3    | 1    | Kregor Zirk          | Estland        | 3.47,05 | 0NR0       |
| 16        | 2    | 4    | Alfonso Mestre       | Venezuela      | 3.47,14 |            |
| 17        | 3    | 4    | Aleksandr Jegorov    | ROC            | 3.47,71 |            |
| 18        | 5    | 8    | Gábor Zombori        | Ungern         | 3.47,99 |            |
| 19        | 5    | 7    | Ji Xinjie            | Kina           | 3.48,27 |            |
| 20        | 4    | 1    | Kieran Bird          | Storbritannien | 3.48,55 |            |
| 21        | 3    | 3    | Henrik Christiansen  | Norge          | 3.48,88 |            |
| 22        | 5    | 3    | Martin Maljutin      | ROC            | 3.49,49 |            |
| 23        | 3    | 2    | Zac Reid             | Nya Zeeland    | 3.49,85 |            |
| 24        | 2    | 3    | Martin Bau           | Slovenien      | 3.52,56 |            |
| 25        | 2    | 2    | Joaquín Vargas       | Peru           | 3.52,94 |            |
| 26        | 3    | 8    | Lee Ho-joon          | Sydkorea       | 3.53,23 |            |
| 27        | 1    | 5    | Eduardo Cisternas    | Chile          | 3.54,10 |            |
| 28        | 3    | 6    | David Aubry          | Frankrike      | 3.55,01 |            |
| 29        | 2    | 6    | Aflah Fadlan Prawira | Indonesien     | 3.55,08 |            |
| 30        | 2    | 7    | Wesley Roberts       | Cooköarna      | 3.55,65 |            |
| 31        | 1    | 4    | Igor Mogne           | Moçambique     | 3.56,56 |            |
| 32        | 1    | 3    | Irakli Revisjvili    | Georgien       | 3.57,49 |            |
| 33        | 2    | 5    | Welson Sim           | Malaysia       | 3.58,25 |            |
| 34        | 2    | 8    | Alex Sobers          | Barbados       | 3.59,14 |            |
| 35        | 2    | 1    | James Freeman        | Botswana       | 4.03,10 |            |
| 36        | 1    | 6    | Filip Derkoski       | Nordmakedonien | 4.03,34 |            |

### Final
| Placering | Bana | Namn                | Nationalitet | Tid     | Noteringar |
| --------- | ---- | ------------------- | ------------ | ------- | ---------- |
| 1         | 8    | Ahmed Hafnaoui      | Tunisien     | 3.43,36 |            |
| 2         | 2    | Jack McLoughlin     | Australien   | 3.43,52 |            |
| 3         | 7    | Kieran Smith        | USA          | 3.43,94 |            |
| 4         | 4    | Henning Mühlleitner | Tyskland     | 3.44,07 |            |
| 4         | 5    | Felix Auböck        | Österrike    | 3.44,07 |            |
| 6         | 3    | Gabriele Detti      | Italien      | 3.44,88 |            |
| 7         | 6    | Elijah Winnington   | Australien   | 3.45,20 |            |
| 8         | 1    | Jake Mitchell       | USA          | 3.45,39 |            |